# Josef Černý (poslanec KSČ, 1964–1971)
Josef Černý (5. února 1922 – 3. ledna 1971) byl český a československý politik Komunistické strany Československa a poúnorový poslanec Národního shromáždění ČSSR a Sněmovny lidu Federálního shromáždění.

## Biografie
Ve volbách roku 1964 byl zvolen za KSČ do Národního shromáždění ČSSR za Středočeský kraj. V Národním shromáždění zasedal až do konce volebního období parlamentu v roce 1968.
K roku 1968 se profesně uvádí jako ředitel závodu z obvodu Příbram.
Po federalizaci Československa usedl roku 1969 do Sněmovny lidu Federálního shromáždění (volební obvod Příbram), kde setrval do konce volebního období, tedy do voleb v roce 1971.